# Michaela Onyenwere
Michaela Nne Onyenwere (ur. 10 sierpnia 1999 w Aurorze) – amerykańska koszykarka występująca na pozycji niskiej skrzydłowej, posiadająca także nigeryjskie obywatelstwo, obecnie zawodniczka hiszpańskiej Uni Girona, a w okresie letnim New York Liberty w WNBA.
W 2017 wystąpiła w meczu gwiazd McDonald’s All-American. Trzykrotnie z rzędu (2015–2017) wybierano ją najlepszą zawodniczką stanu Kolorado (Ms. Colorado Basketball, 5A Girl’s Basketball Player of the Year, Colorado Gatorade Player of the Year). Jako seniorka doprowadziła swoją drużynę Wolves do mistrzostwa stanu Kolorado klasy 5A.
Jej ojciec Peter był lekkoatletą i olimpijczykiem, jako reprezentant Nigerii.

## Osiągnięcia
Stan na 7 lutego 2022, na podstawie, o ile nie zaznaczono inaczej.

### NCAA
- Uczestniczka rozgrywek:
  - Elite 8 turnieju NCAA (2018)
  - Sweet 16 turnieju NCAA (2018, 2019)
  - turnieju NCAA (2018, 2019, 2021)
- Zaliczona do:
  - I składu:
    - Pac-12 (2019–2021)
    - turnieju Pac-12 (2020, 2021)
    - najlepszych pierwszorocznych zawodniczek Pac-12 (2018)

  - III składu All-American (2020, 2021 przez Associated Press, USBWA)
  - honorable mention:
    - All-America (2020 przez WBCA)
    - All-Academic (2019)

### WNBA
- Debiutantka roku WNBA (2021)[3]
- Zaliczona do I składu debiutantek WNBA (2021)

### Reprezentacja
- Wicemistrzyni igrzysk panamerykańskich (2019)